# Marketing de serviços
Marketing de serviços é o conjunto de atividades que objetivam a análise, o planejamento, a implementação e o controle de programas destinados a obter e servir a demanda por produtos e serviços, de forma adequada, atendendo desejos e necessidades dos consumidores e/ou usuários com satisfação, qualidade e lucratividade.
Alberto de Oliveira Lima Filho, em seu artigo Marketing de Serviços (2001) define-o "como as atividades operacionais destinadas a investigar, obter e servir a demanda por assistência profissional (...) objetivando investigar a oportunidade de mercado para planejar, organizar e oferecer assistência de serviços de qualidade, a preços razoáveis que possibilitem satisfação dos clientes e remuneração adequada aos profissionais".
Definimos serviço como um ato ou desempenho essencialmente intangível que uma parte pode oferecer a outra e que não resulte posse de nenhum bem. Sua execução pode ou não estar ligado ao dinheiro. Exemplos: alugar um quarto de hotel, depositar dinheiro em um banco, cortar o cabelo, viajar de avião, aconselhar-se com um advogado - todas essas atividades envolvem a compra de um serviço. 
Para Hoffman e Bateson (2008, p. 5) serviços podem ser definidos como ações, esforços ou desempenhos. E Keller e Kotler (2006, p. 397) definem serviço como "qualquer ato ou desempenho, essencialmente intangível, que uma parte pode oferecer à outra e que não resulta na propriedade de nada. A execução de um serviço pode estar ou não ligada a um produto concreto".

## Conceito
Serviços são ações,processos e atuações.
O conceito de serviço surge na generalidade dos casos como oposto ao conceito de produto. A dicotomia Serviços versus Produtos carece de sentido, pois ambos os conceitos são interdependentes e se apoiam mutuamente, na medida em que são necessários produtos para que se ofereçam serviços, como serviços para que se ofereçam produtos. No modelo molecular de desenvolvimento e gestão de serviços apresentado por Shostack (1982),é defendida uma análise fundamentada no continuum produto-serviço, identificando os componentes tangíveis e intangíveis no serviço, bem como classificá-los em função do predomínio relativo das duas dimensões no seu conteúdo.
Esta natureza hibrída só pode ser esclarecida quando investimos mais na compreensão das características que são comuns aos produtos e serviços, do que numa abordagem isolada e contraposta. A realidade evidencia uma crescente permeabilidade entre serviços e serviços, produtos e produtos, e entre produtos e serviços, tendo em vista a satisfação complementar, alternativa das mesmas motivações e desejos. Daí que se depreenda que o debate entre produtos e serviços deve restringir-se à sua relevância de um ponto de vista de marketing.

## Objetivos
Investigar a oportunidade de mercado para planejar, organizar e oferecer assistência de serviços de qualidade, a preços razoáveis que possibilitem satisfação dos clientes e remuneração adequada aos profissionais. Toda oferta de serviços deve sempre partir do exame da demanda e sua compatibilização com os recursos do profissional que vai prestar os mesmos. O marketing, sem influir nos aspectos técnicos e científicos da área, indica como atingir o mercado e esquematizar a oferta de serviços.

## Características dos serviços
Os serviços possuem as seguintes características que têm interesse para o marketing:
- Intangibilidade: Serviços não podem ser tocados, apalpados. Serviços são ideias e conceitos (processos). Não são patenteáveis. O consumidor baseia-se na reputação de uma marca ou de um serviço.
- Perecibilidade: Os serviços não podem ser estocados se não forem usados, deixam de existir (lugar do avião, quarto em hotel).
- Heterogeneidade ou Variabilidade: A ideia de serviço varia de cliente para cliente. Normalmente os serviços são atividades voltadas para pessoas como clientes.
- Simultaneidade ou Inseparabilidade: os serviços são criados e consumidos simultaneamente.
- Participação do cliente no processo: atenção ao desenho das instalações e oportunidades de co-produção.

O mix de marketing utilizado em serviços é ampliado, conhecido como 7 Ps. Além dos 4 Ps tradicionais (Produto/Serviço, Preço, Praça e Promoção), se utilizam:
- Pessoas: todas as pessoas envolvidas direta e indiretamente na produção e consumo de um serviço são parte importante do marketing mix.
- Processos: os procedimentos, mecanismos e fluxo de atividades pelos quais um serviço é consumido são elementos essenciais da estratégia de marketing.
- Evidências Físicas: o ambiente no qual um serviço é prestado, assim como materiais impressos e outros itens físicos, podem tornar palpável a promessa que um serviço representa.

De uma forma figurativa, Gummesson, 1987, refere-se a serviço como sendo algo que pode ser comprado e vendido, mas que você não consegue deixar cair sobre seu pé!  Serviços são, essencialmente, intangíveis, embora possam estar associados a elementos tangíveis. Exemplos: decoração de um quarto de hotel, conforto de uma cama, higiene de um restaurante e aparência dos atendentes de uma loja.

## O sistema Servuction
Definir serviços é por vezes complicado. O valor de um serviço é a sua própria produção. Sem utilização um serviço é apenas teórico.
O processo de criação do serviço é aqui analisado através da criação de um modelo. O Sistema Servuction.
A criação e implementação deste sistema permite a esquematização das interacções criadas pelos elementos envolvidos na produção do serviço. Desta forma, podemos controlar a sua aplicação nas diferentes fases e analisar os desvios da Servuction. Em suma, a Servuction, trata-se da criação de um sistema que permite transpor para os serviços o rigor da produção fabril, onde tudo tem um propósito, nada é deixado ao acaso e os diversos elementos se relacionam em perfeita harmonia.
De modo a elaborar um sistema Servuction, primeiro temos que identificar os elementos, que interagem entre si e que são necessários à produção do serviço.
- O cliente

Trata-se do consumidor implicado no fabrico do serviço. É um elemento primordial e absolutamente indispensável. Sem ele o serviço não existe.
- O suporte físico

É todo o material de suporte necessário à produção do serviço, do qual se servirá o pessoal de contato, ou o cliente, ou ambos. Pode ser dividido em instrumentos necessários ao serviço e o ambiente.
- O pessoal de contato

Consiste no conjunto de pessoas, empregadas pela empresa de serviços, cujo trabalho requer o contato direto com o cliente. É o único elemento da servuction que pode não existir, como no caso dos serviços operados pelo cliente.